# Крючков, Козьма Фирсович
Козьма́ Фи́рсович Крючко́в (1890, Усть-Медведицкий округ, область Войска Донского — 18 августа 1919, Камышинский уезд, Саратовская губерния) — донской казак. Первый кавалер Георгиевского креста в Первую мировую войну. 30 июля 1914 года в составе казачьего разъезда из 4 человек атаковал взвод из 15 немецких конных егерей. В ходе атаки Крючков убил конного егеря, но был ранен. В августе 1914 года снискал славу героя всей воюющей России. Российские печатные издания 1914 года много писали о подвиге Крючкова, его портреты помещали на коробках конфет и спичек. В 1915 году о Крючкове был снят художественный фильм. При описании подвига Крючкова количество убитых им немцев существенно возросло.
Участник гражданской войны на стороне Белого движения.

## До Первой мировой войны
Донской казак хутора Нижне-Калмыкова (Нижний Калмыкос) Усть-Хопёрской станицы Войска Донского.
Учился в станичной школе. В 1911 году был призван на действительную службу в 3-й Донской казачий полк имени атамана Ермака Тимофеева. К началу войны имел звание прика́зного.

## Подвиг Крючкова и его описание в пропаганде
Исследователь С. Г. Нелипович реконструировал подвиг Крючкова. 30 июля 1914 года у деревни Любово (на территории Российской империи) взвод немецких конных егерей (20 человек) под огнем 3-го батальона 105-го Оренбургского полка отступил в болото у деревни Любово. Там на егерей (их оставалось 15 человек) напал казачий разъезд (4 человека) во главе с В. Астаховым. При поддержке пехотинцев во главе с поручиком Штейном казаки победили: немцы бежали, потеряв 4-х человек, в том числе 2-х убитых (В. Астахов убил офицера, а К. Крючков конного егеря). В результате боя Крючков был ранен — его увезли в телеге. В лазарете Крючкова посетил командующий 1-й армией генерал П. К. фон Ренненкампф, который принял казака за командующего разъездом и наградил его первой Георгиевским крестом 4 степени. [уточнить]. Кандидат исторических наук Владислав Аксенов отмечает, что даже Астахову такая награда не полагалась: пункт 7 параграфа 67 Статута Георгиевского креста, упомянутый в приказе, предусматривал награждение командира взвода, отбившего противника силою не менее роты.

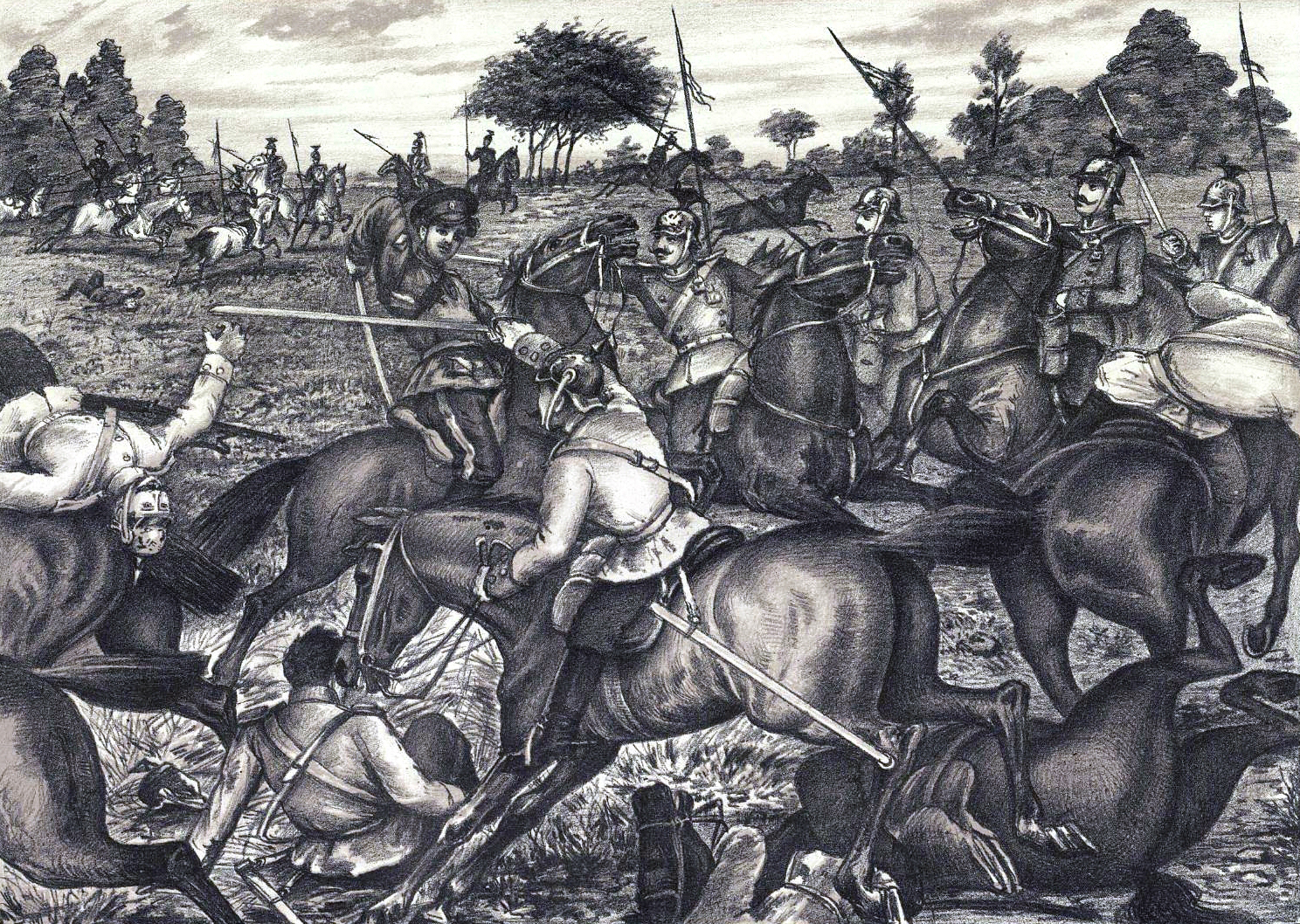
Козьма Крючков и немцы

Сам Кузьма Крючков описывал тот бой следующим образом:
Часов в десять утра направились мы от города Кальварии к имению Александрово. Нас было четверо — я и мои товарищи: Иван Щегольков, Василий Астахов и Михаил Иванков. Начали подыматься на горку и наткнулись на немецкий разъезд в 27 человек, в числе их офицер и унтер-офицер. Сперва немцы испугались, но потом полезли на нас. Однако мы их встретили стойко и уложили несколько человек. Увёртываясь от нападения, нам пришлось разъединиться. Меня окружили одиннадцать человек. Не чая быть живым, я решил дорого продать свою жизнь. Лошадь у меня подвижная, послушная. Хотел было пустить в ход винтовку, но второпях патрон заскочил, а в это время немец рубанул меня по пальцам руки, и я бросил винтовку. Схватился за шашку и начал работать. Получил несколько мелких ран. Чувствую, кровь течёт, но сознаю, что раны неважные. За каждую рану отвечаю смертельным ударом, от которого немец ложится пластом навеки. Уложив несколько человек, я почувствовал, что с шашкой трудно работать, а потому схватил их же пику и ею поодиночке уложил остальных. В это время мои товарищи справились с другими. На земле лежали двадцать четыре трупа, да несколько нераненных лошадей носились в испуге. Товарищи мои получили лёгкие раны, я тоже получил шестнадцать ран, но все пустых, так — уколы в спину, в шею, в руки. Лошадка моя тоже получила одиннадцать ран, однако я на ней проехал потом назад шесть вёрст. Первого августа в Белую Олиту прибыл командующий армией генерал Ренненкампф, который снял с себя георгиевскую ленточку, приколол мне на грудь и поздравил с первым георгиевским крестом.
Началом легенды о подвиге Крючкова стала короткая публикация в «Ниве» (23 августа 1914 года), в которой сообщалось, что казак с четырьмя своими товарищами в разведке первым атаковал немецкий разъезд в 22 всадника, убив офицера.
В журнале «Искры» 24 августа 1914 года было иное описание подвига:
Казак Крючков. Разведочный отряд из четырёх казаков, в котором находился Кузьма Крючков, благополучно перешёл границу. Неприятеля нигде не было видно. Мало-помалу отряд углубился в Пруссию. В небольшой роще казаки заночевали. Утром в нескольких верстах от них показался разъезд прусской кавалерии в 27 человек. Когда пруссаки приблизились на расстояние ружейного выстрела, казаки спешились и открыли огонь. Офицер, начальник немецкого отряда, что-то скомандовал. Прусские кавалеристы стали быстро удаляться. Казаки вскочили на коней и с гиканьем помчались на неприятеля. Кузьма Крючков на своей резвой лошади обогнал товарищей и первый врезался в неприятельский отряд. Подоспевшие остальные казаки на мгновение увидели Крючкова, окружённого пруссаками и размахивающего своей шашкой направо и налево. Затем люди и лошади, — всё смешалось в общей свалке. Один из казаков увидел, как в этой свалке к Крючкову протискивается прусский офицер с обнажённой шашкой. Казак выстрелил. Прусский офицер упал. Крючков тем временем тоже выхватил винтовку и хотел выстрелить в прусского унтер-офицера, но тот ударил Крючкова саблей по руке, рассёк ему пальцы, и казак выронил винтовку. В следующий момент, несмотря на полученную рану, Крючков рассёк унтер-офицеру шею. Два пруссака с пиками набросились на Крючкова, пытаясь выбить его из седла, но Крючков ухватился руками за неприятельские пики, рванул их к себе и сбросил обоих немцев с коней. Затем, вооружившись прусской пикой, Крючков опять бросился в бой. Прошло несколько минут — и из 27 пруссаков, сражавшихся с 4 донскими казаками, остались на конях только три, которые и обратились в дикое бегство. Остальные были или убиты или ранены. Казаки послали вслед бегущим ещё несколько пуль. Кузьма Крючков один свалил 11 немцев и сам получил 16 ран. Ранен пулей. Шашкой разрублена рука. Остальные поранения пиками. Несмотря на всё это, Крючков до самого конца боя оставался в строю. Командующий армией по телеграфу поздравил наказного атамана войска Донского с награждением первым Георгиевским крестом в армии казака хутора Нижний-Калмыков, Усть-Медведицкого округа, Кузьмы Крючкова, который один убил 11 немцев, получил 16 ран пикой в себя и 11 в лошадь. Крючков родился в старообрядческой семье. Грамоте учился дома. Он не силён, но очень гибок, увёртлив и настойчив. Всегда был первым во всех играх, требовавших ловкости. Отец Крючкова небогат, занимается земледелием. После женитьбы Крючков и его жена были главной опорой всей семьи. Среди хуторян Крючковы пользуются заслуженной репутацией домовитых и религиозных хозяев.
В дальнейшем в пропаганде устоялась численность казачьего разъезда — четыре человека (но есть версия, что казаков изначально было 6, но 2 отправили с донесением в часть). В последующих версиях (на плакатах и лубках) количество убитых Крючковым немцев и полученных им ран менялось. Кандидат исторических наук Владислав Аксенов называет следующие версии:
- Было 30 немцев, Крючков получил 13 ранений;
- Плакат «1-й герой» сообщал, что было 32 немца;
- Плакат ''Геройский подвиг донского казака Кузьмы Крючкова во время схватки с немецкими кавалеристами вражеской кавалерии" сообщал, что был 21 немец, а Крючков убил 10 немцев;
- Крючков убил 1 немца, но унтер-офицера.

Портреты Крючкова напечатали на коробках папирос, спичек и конфет.
В 1914—1915 годах подвиг Крючкова был воспет в песне и снят в кино. В ноябре 1914 года Юрий Морфесси записал грампластинку с песней «Казак Крючков» (стихи либреттиста Марка Ярона, положены на музыку Юрием Риком). В этой песне были следующие слова:

На одного напали разом

Тринадцать немцев, и казак Крючков

Вступил в борьбу, и не моргнувши глазом,

Стрелял, рубил, колол врагов.

Желаньем быть в бою, сгорая,

Чрез две недели он вернулся в строй

Сражаться за царя, за честь родного края -

Казак Крючков, казак герой
В январе 1915 года вышел кинофильм «Донской казак Козьма Крючков» в двух действиях:
- «За царя и родину»;
- «Один против двадцати семи».

Различные нестыковки в рассказах о Крючкове привели к тому, что даже казаки стали рассказывать: мол у Крючкова была старая лошадь, на которой он пытался ускакать от немцев. В частности, Н. П. Зырянов приводит такой рассказ ординарца:

…последний казачишко был из нестроевых и подвигов никаких во сне не видывал… Ездили наши казаки в разъезд, напоролись на немецкую кавалерию и айда назад. Немцы взялись преследовать. У Кузьмы Крючкова лошаденка была нестроевая, хуже всех, он и поотстал. Немцы догонят его, ткнут слегка кончиком пики, он от того укола гикнет, как сумасшедший, пришпорит лошаденку и оставит немцев на некоторое время позади… Лошади-то у немцев заморенные были. Так вот немцы и гнали наш разъезд верст пять. Кузьку все время ковыряли пиками в задницу, ну и наковыряли ему ран пятнадцать. А все из-за лошади…
За Первую мировую войну также был награждён Георгиевским крестом 3-й степени (№ 92 481). К концу войны дослужился до подхорунжего.

## В Гражданской войне
В 1919 году во время Гражданской войны был смертельно ранен в бою близ деревни Лопуховки Саратовской губернии, воюя на стороне белых, во время Вёшенского восстания:

В начале августа в районе села Громки был убит состоявший в 13-м Конном полку Усть-Медведицкой дивизии хорунжий Кузьма Крючков, популярный во всей России народный герой 1-й Мировой войны, — казак 3-го Донского Казачьего Ермака Тимофеева полка Императорской Армии.— Голубинцев А. В. Русская Вандея. — Мюнхен, 1959. — С. 107.

## Память
- Именем Козьмы Крючкова назван переулок в Ростове-на-Дону[13].
- Является прототипом казака в ансамбле памятников Первой мировой войны[14] в Москве. Автор памятного проекта Андрей Ковальчук, народный художник России.
- 14 ноября 2014 года в МБОУ средней общеобразовательной школы № 19 г. Новочеркасска состоялось торжественное открытие памятника Козьме Крючкову.

### В литературе и массовой культуре

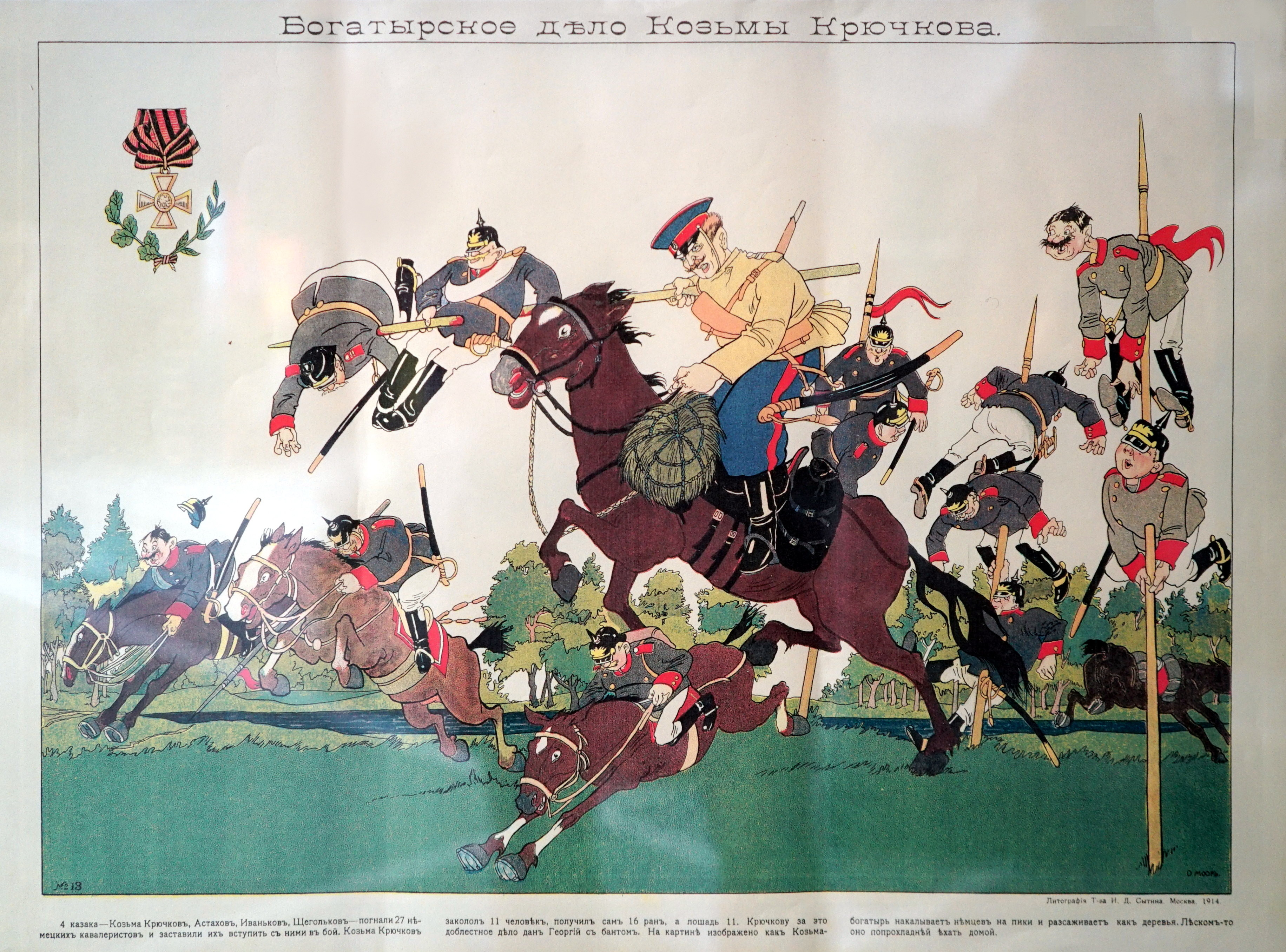
«Богатырское дело Козьмы Крючкова». Агитплакат (1914)

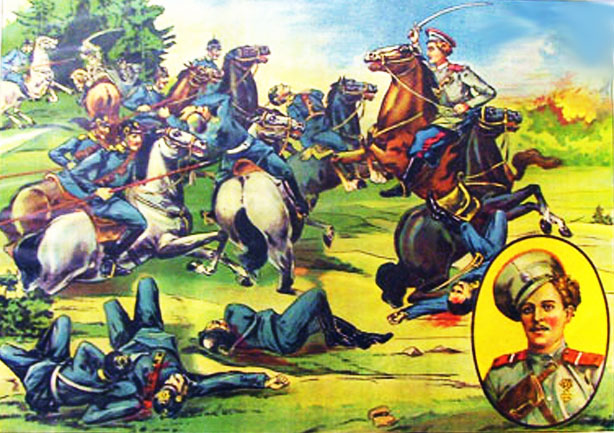
«Геройский подвиг донского казака Козьмы Крючкова». Военный лубок

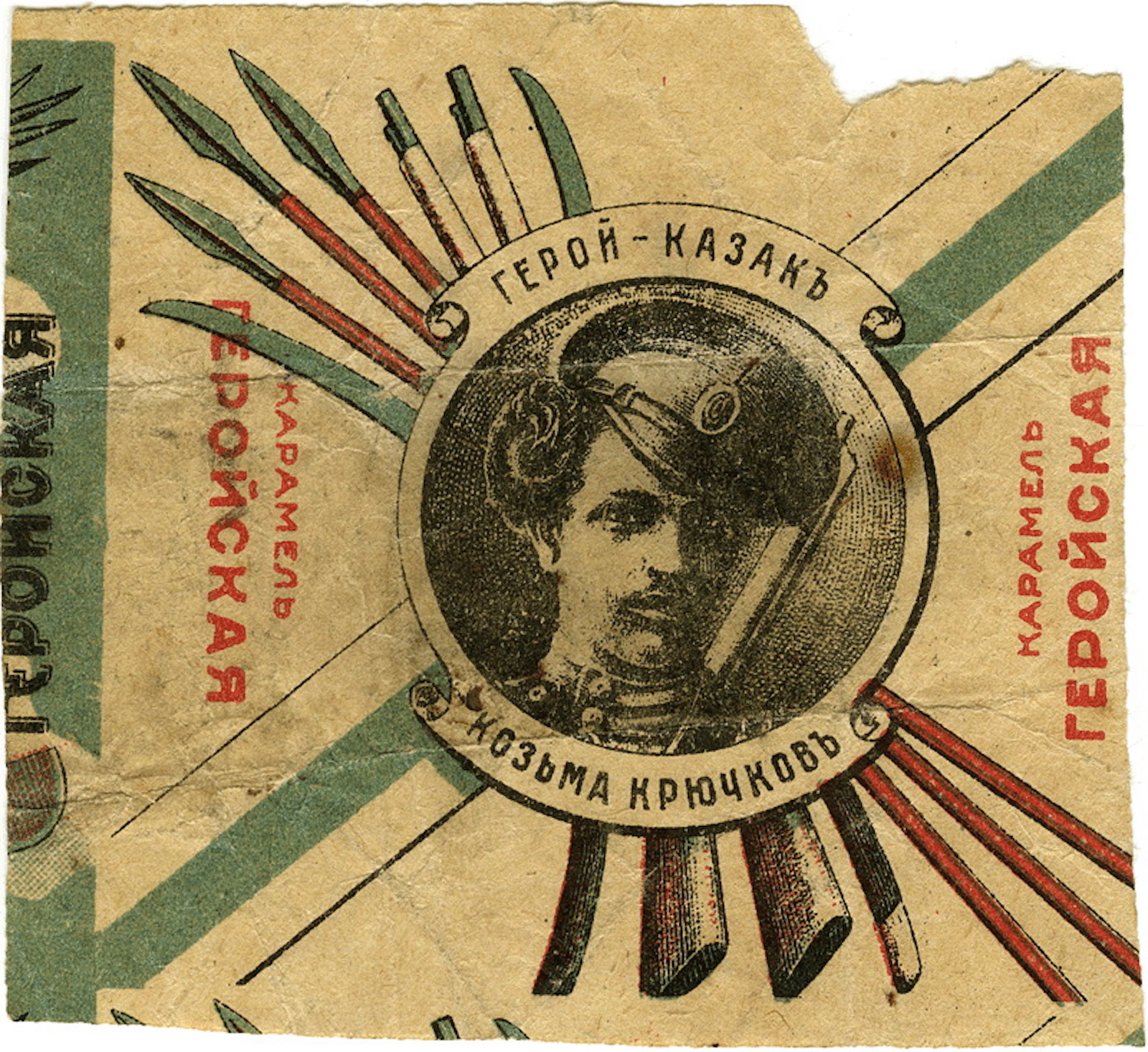
Козьма Крючков на фантике карамели

- Портрет Крючкова украшал обёртку конфет «Геройские» кондитерской фабрики А. И. Колесникова.
- Козьма Крючков выведен как эпизодический персонаж в романе Шолохова «Тихий Дон». Однако там он описан не как герой, а как якобы хвастун, подвиг которого раздули и приукрасили ради пропаганды.
- Вырезанный попадьёй из журнала «Летопись войны», портрет «молодецкого казака Козьмы Крючкова, первого георгиевского кавалера», украшал крышку сундучка отца Фёдора в романе Ильфа и Петрова «Двенадцать стульев».
- Упомянут в докладе Хрущёва на XX съезде, в ироническом смысле — как персонаж пропаганды, совершающий невозможные подвиги.
- В 1926 году в Белграде вышел очередной номер Военного сборника белоэмигрантского Общества ревнителей военных знаний. В нём были опубликованы воспоминания генерала Карла Адариди. Есть там и упоминание о подвиге Крючкова, не названного по имени. Там рассказывается о первом раненом и награждённом на войне.«Взвод конвойной полусотни Оренбургского казачьего полка столкнулся с конным разъездом 10-го егерского полка немцев и после короткой стычки обратил его в бегство. Один немец был убит. С русской стороны был ранен только один казак. Он и стал, по этим воспоминаниям, первым награждённым в ходе Великой войны.»

### В трудах постсоветских историков
После распада СССР легенда о подвиге Крючкова присутствует в трудах постсоветских историков. В частности, А. В. Шишов писал, что Крючков был награждён Георгиевским крестом 4-й степени (№ 5501) за уничтожение в бою на границе российского Царства Польского и Восточной Пруссии одиннадцати немцев. В ночь на 30 июля (12 августа) 1914, по словам Шишова, его разъезд в составе четырёх казаков (Астахова, Иванкова, Щеголькова) атаковал из засады пару германских кавалерийских дозоров. Лишь три германца сумели ускакать к своим, 11 были уничтожены лично Козьмой Крючковым, получившим при этом 16 колотых ран от пик и сабель врагов. Все донцы, участвовавшие с Крючковым в этом бою были также награждены Георгиевскими крестами.
В книге доктора исторических наук Сергея Базанова (издана в 2017 году) также изложен миф о подвиге Козьмы Крючкова.

## Комментарии
1. ↑  Хутор Нижний Калмыков располагался на ручье Калмыковский в 3 км восточнее хутора Котовский[2] и входил в состав Усть-Медведицкого округа; не сохранился, ныне — территория Большовского сельского поселения в Серафимовичском районе, Волгоградская область[3].
2. ↑  И Лопуховка, и Громки, упомянутые в цитате ниже, входили в состав Лопуховской волости Камышинского уезда Саратовской губернии, ныне — в Руднянском районе Волгоградской области.